# (9315) Weigel
(9315) Weigel est un astéroïde de la ceinture principale, nommé en hommage au philosophe, mathématicien et astronome allemand Erhard Weigel (1625-1699).

## Description
(9315) Weigel est un astéroïde de la ceinture principale d'astéroïdes. Il fut découvert le 13 août 1988 à Tautenburg par Freimut Börngen. Il présente une orbite caractérisée par un demi-grand axe de 2,38 UA, une excentricité de 0,17 et une inclinaison de 2,5° par rapport à l'écliptique.